# Pjatrovitskaje Vadaschovisjtja
Pjatrovitskaje Vadaschovisjtja (vitryska: Пятровіцкае Вадасховішча) är en reservoar i Belarus.   Den ligger i voblasten Minsks voblast, i den centrala delen av landet, 25 km öster om huvudstaden Minsk. Pjatrovitskaje Vadaschovisjtja ligger 179 meter över havet.